# Inashiki (Ibaraki)
Inashiki (稲敷市 Inashiki-shi?) es una ciudad ubicada en la Prefectura de Ibaraki de Japón.
A 1 de diciembre de 2013 la ciudad tenía una población de 44.426 y una densidad poblacional de 216 personas por km². La superficie total de la ciudad es de 205,78 km².

## Creación de la ciudad
La moderna ciudad de Inashiki se estableció el 22 de marzo de 2005, de la fusión de los municipios de Edosaki (江戸崎町 Edosaki-machi), Shintone (新利根町 Shintone-machi), Azuma (東町  Azuma-machi) y Sakuragawa (桜川村 Sakuragawa-mura).
Todos esos municipios fueron desmembrados en ese entonces del Distrito de Inashiki (稲敷郡 Inashiki-gun).

## Geografía
La ciudad de Inashiki es atravesada de oeste a noreste por los ríos Ono (小野) y Shintone (新利根). 
Está la ciudad ubicada por un costado a orillas del lago Kasumigaura, y el río Tone delimita su frontera por el sur con la Prefectura de Chiba.
Su territorio limita al norte con los localidades de Miho y Ami; al oeste con Ushiku y Ryūgasaki; al suroeste con Kawachi y al este con  Itako. Al sureste limita con Kōzaki y Katori pertenecientes a la Prefectura de Chiba.

## Transporte
La ciudad de Inashiki, está actualmente comunicada con la ciudad de Tsukuba y Narita, entre otras, por la autopista Ken-Ō Expressway (圏央道 Ken-Ō Dō), o Metropolitan Inter-City Expressway (首都圏中央連絡自動車道 Shuto-ken Chūō Renraku Jidōsha-dō). Esta autopista es un anillo vial, la mayor parte completado, para circunvalar externamente a la metrópoli de Tokio, en un radio de 40 a 60 kilómetros, y su longitud es de aproximadamente 300 kilómetros de longitud.
También está comunicada por carretera al Aeropuerto Internacional de Narita (el aeropuerto más grande de Japón) en la cercana ciudad de Narita, entre otras, a través de la Ruta Nacional 408.
Por la Ruta Prefectural 5 está comunicada con la vecina ciudad de Ryūgasaki.

## Atracciones locales
El santuario antiguo de Ōsugi (大杉神社 Ōsugi Jinja) ubicado en Awa 958-banchi (阿波958番地).
La casa rural más antigua de la prefectura (国指定重要文化財平井家住宅) ubicada en 〒300-1412 Shibasaki 155-banchi (柴崎155番地).
Festival Gion de Edosaki, el cual se celebra en el mes de julio.
Festival de Tulipanes, cuya celebración es en el mes de abril.

## Galería de imágenes

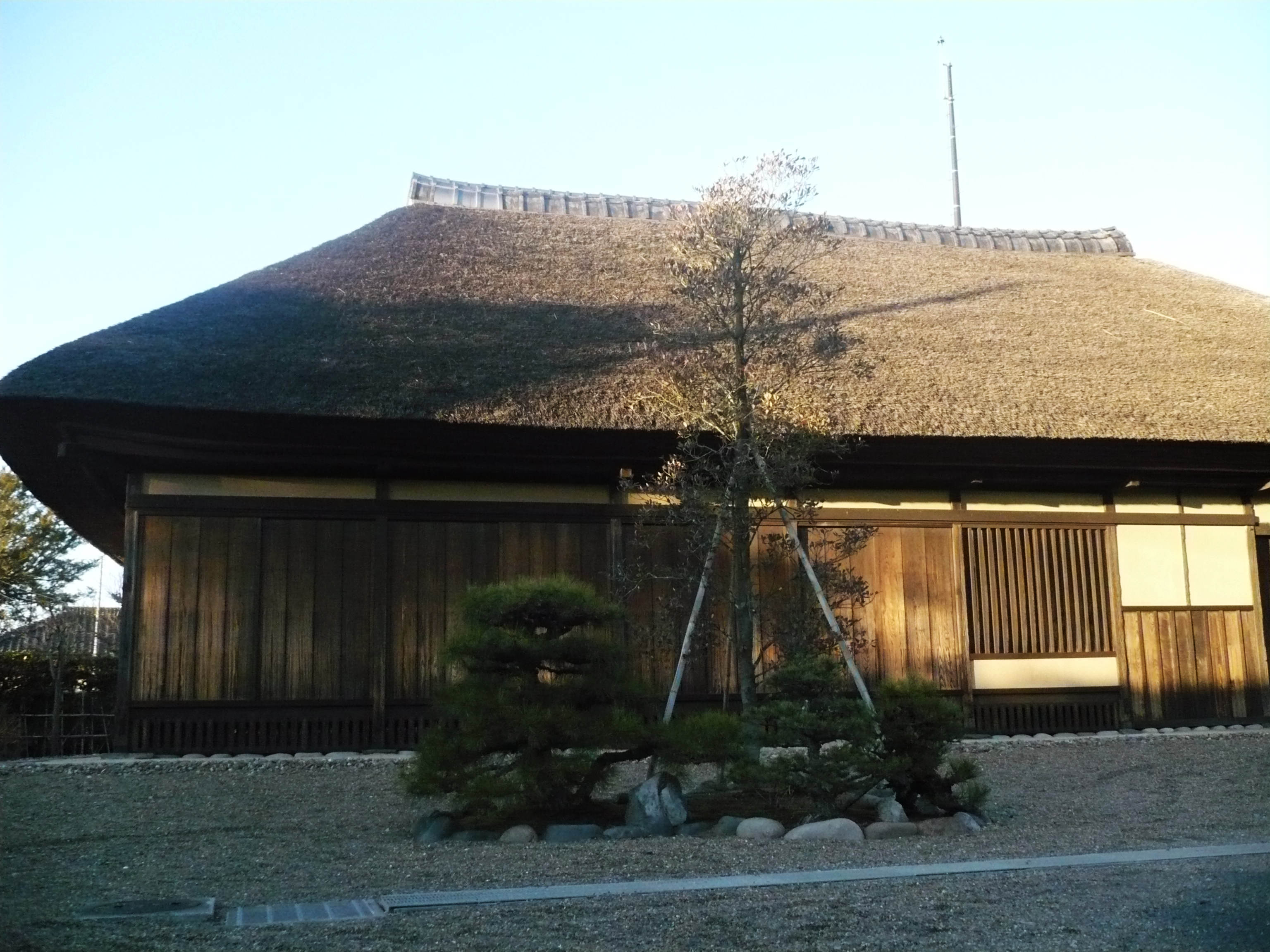
Casa rural más antigua de Ibaraki, en Inashiki.
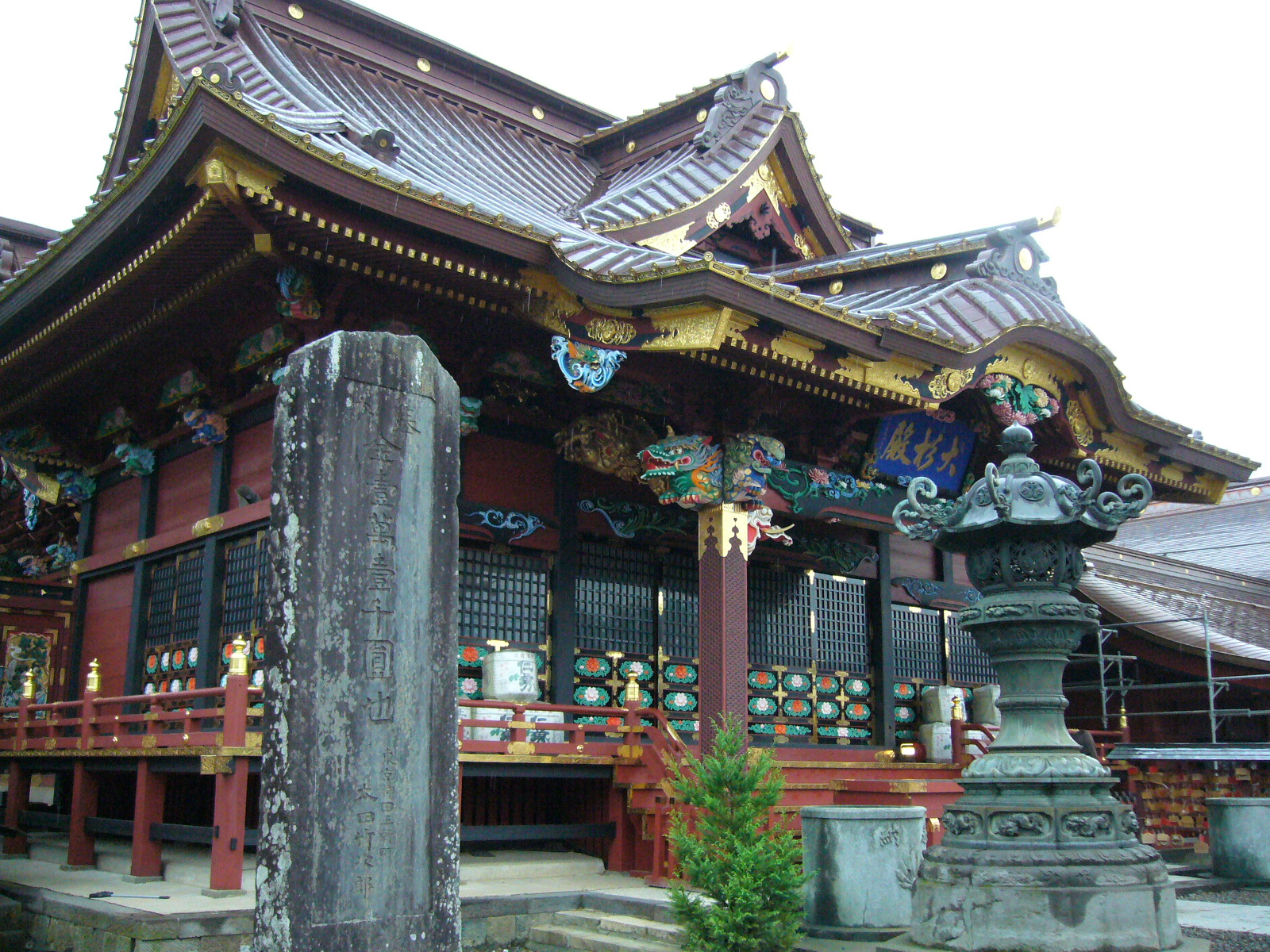
Santuario Ōsugi en la ciudad de Inashiki.
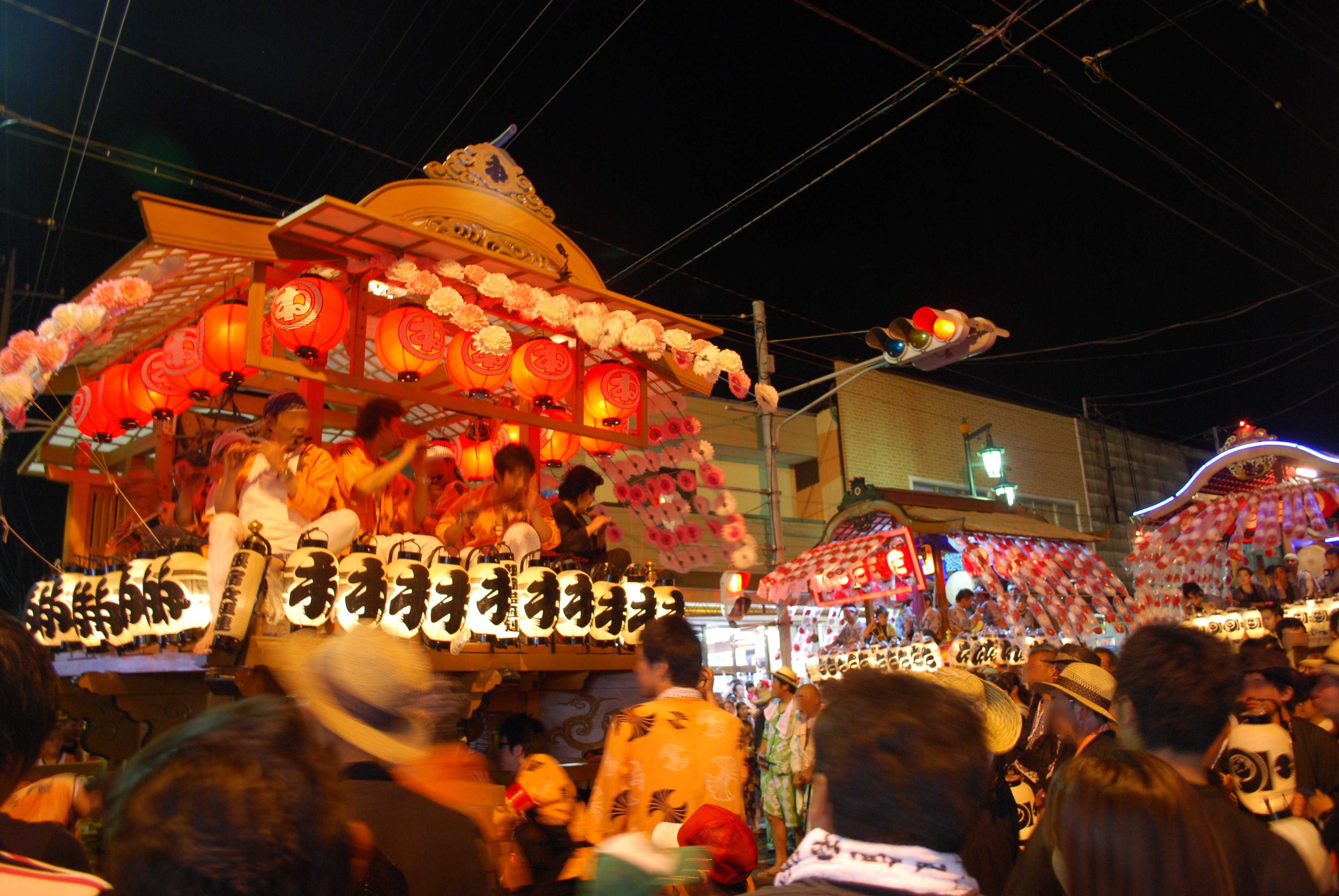
Festival Gion de Edosaki (Edosaki Gion Matsuri).
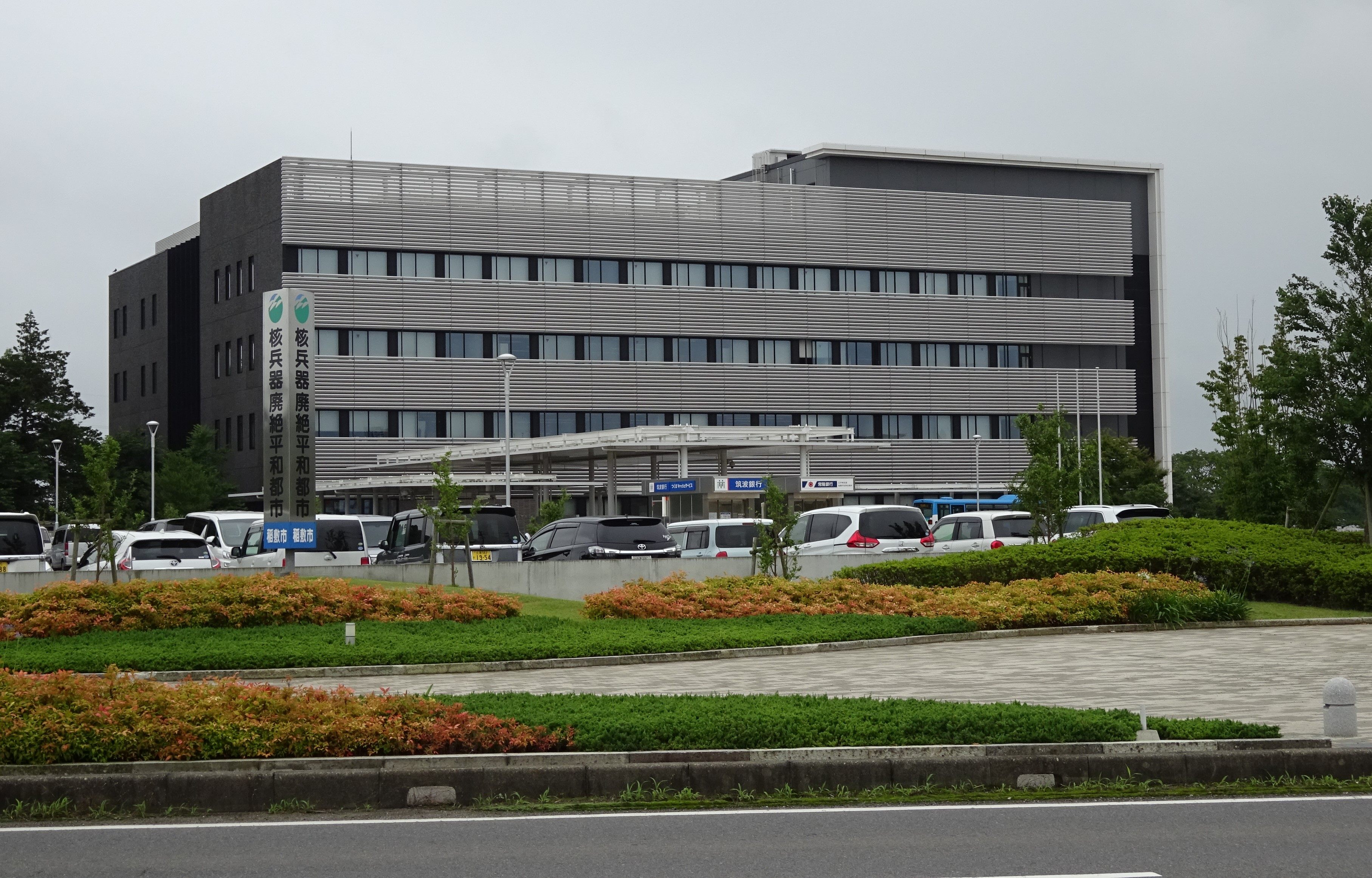
Nuevo ayuntamiento de la ciudad de Inashiki.
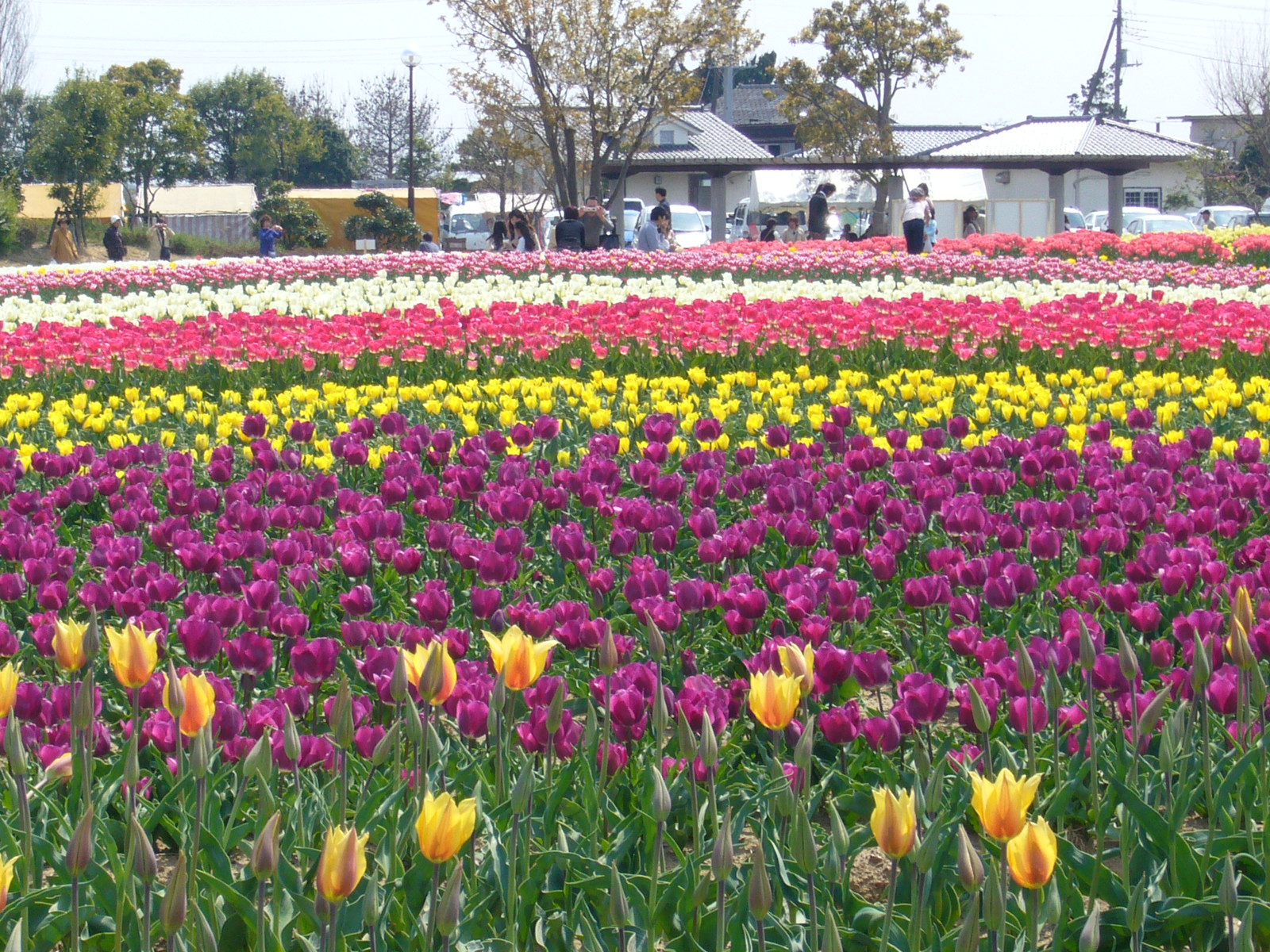
Festival de tulipanes en Inashiki.
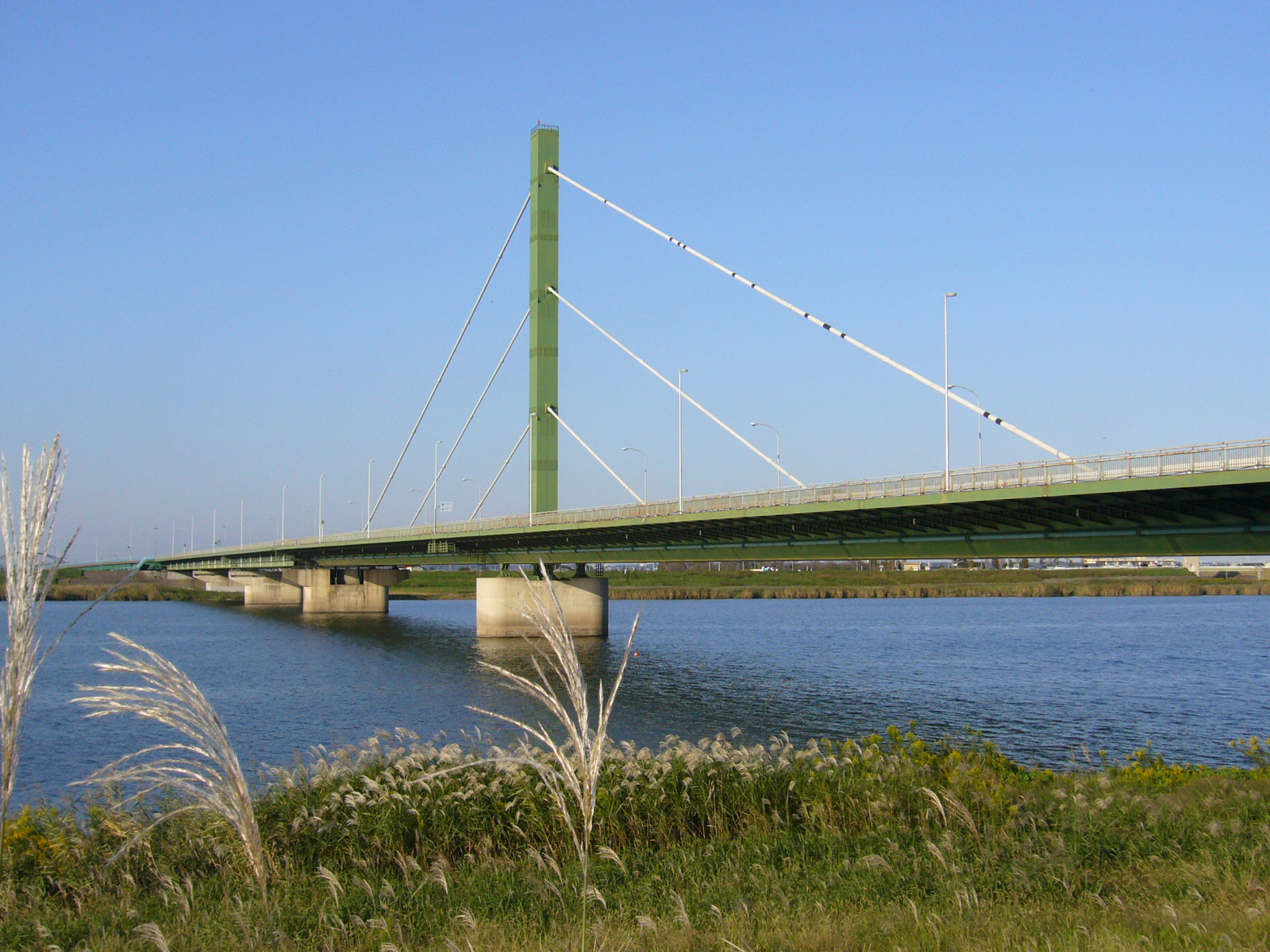
Puente Suigō sobre el río Tone que comunica a Inashiki con Katori.
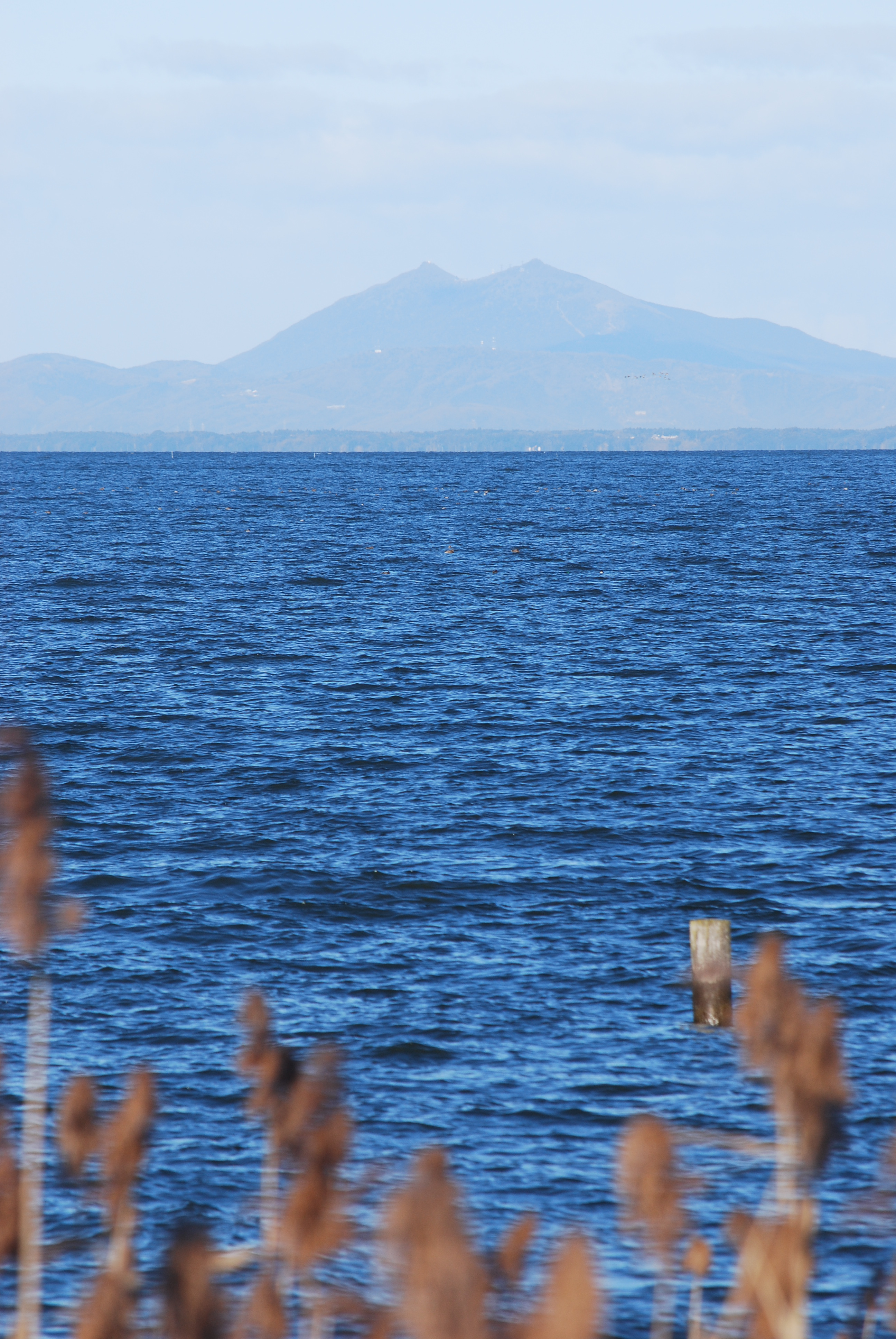
Vista desde Inashiki del lago Kasumigaura y el monte Tsukuba.
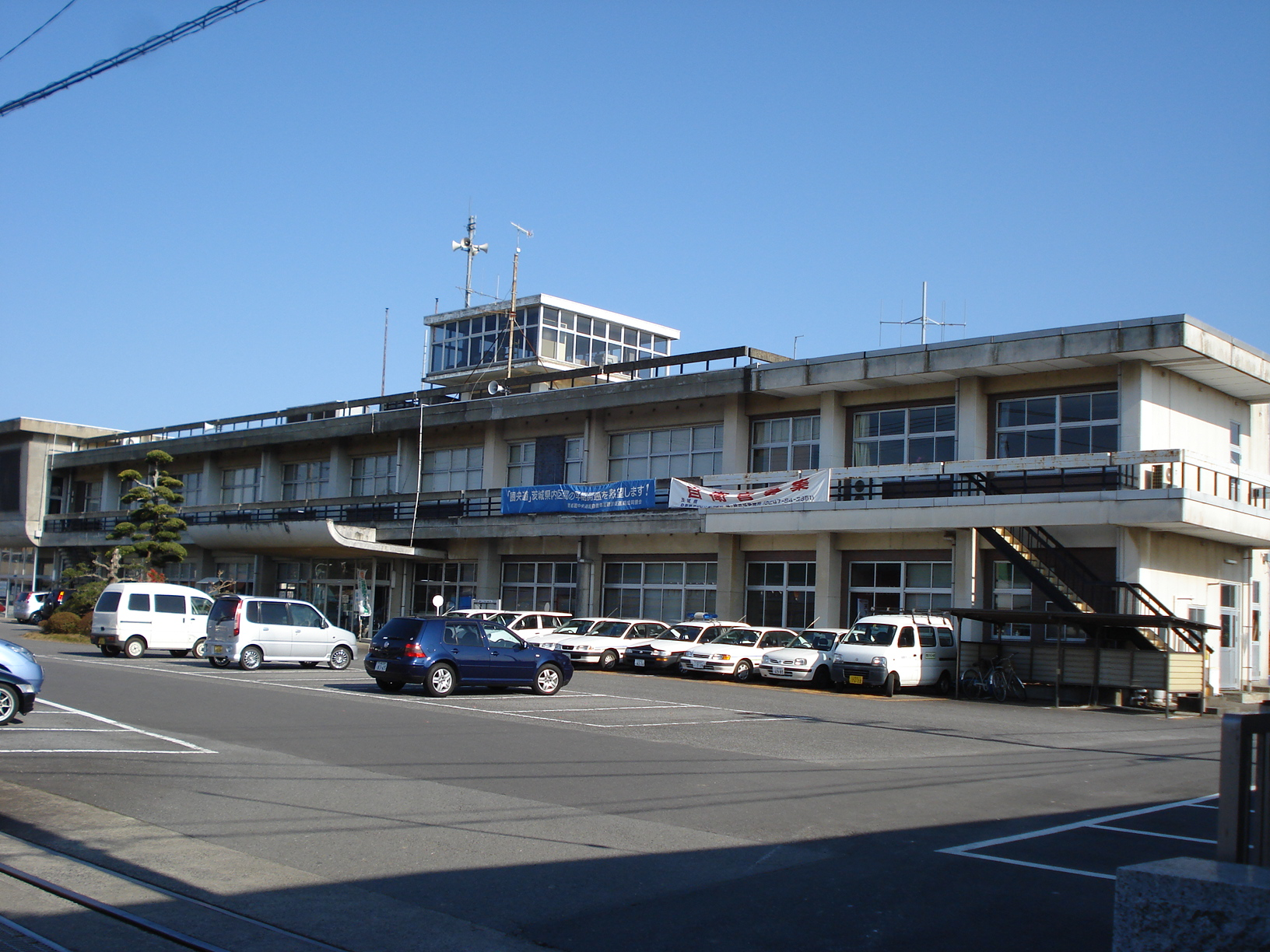
Antiguo ayuntamiento de Inashiki en Edosaki